# ميشيل يوبيرت
ميشيل يوبيرت (بالفرنسية: Michel Joubert)‏ هو لاعب كرة قدم سيشلي، ولد في 3 سبتمبر 1986. شارك مع منتخب سيشل لكرة القدم.

## وصلات خارجية
- ميشيل يوبيرت على موقع قاعدة بيانات كرة القدم.إي يو (الإنجليزية)
- ميشيل يوبيرت على موقع ناشيونال فوتبول تيمز (الإنجليزية)